# Veselin Penkov
Veselin Ivanov Penkov (in bulgaro Веселин Иванов Пенков?; 1º gennaio 1932 – ...) è stato un cestista bulgaro.

## Carriera
Con la Bulgaria ha disputato le Olimpiadi del 1952 e i Campionati europei del 1953.